# Kudzsiri-havasok
A Kudzsiri-havasok vagy  Sebes-hegység  (románul Munții Șureanu vagy Munții Sebeș) a Déli-Kárpátok Páring csoportjához tartozó hegység. Legmagasabb pontja a 2130 méteres Péter-csúcs (Vârfu lui Pătru). A hegység viszonylag alacsony, illetve középmagas csúcsaival elég nagy területen helyezkedik el (~ 1585 km²). Mai arculatát a természeti erők (a vízfolyások, az eső és a szél) nagyfokú eróziós tevékenysége alakította ki. 
Nevét Kudzsir városról kapta. A hegység nyugati részében található 6 dák erődítmény, amelyek UNESCO világörökségi helyszínek.

## Elhelyezkedése
Északról a Maros völgye, keletről a Szebeni-havasok, nyugatról a Sztrigy völgye, délről pedig a Petrozsényi-medence valamint a Hátszegi-medence határolja.

## Szerkezete
Szerkezetét tekintve metamorf illetve üledékes kőzetekből valamint mészkőből épül fel.

## Éghajlata
Télen az átlaghőmérséklet az alacsonyabban fekvő területen -2 C°, a magasabb, 2000 méteres régióban -7 C°. Ez a viszonylag magas átlaghőmérséklet annak köszönhető, hogy dél felől a Maros völgyében melegebb légáramlatok haladnak keresztül a hegységen, Gyulafehérvár irányába. 
Nyáron a magasabb területen az átlaghőmérséklet 8 C°, a lejtőkön illetve a völgyekben pedig 19 C° körül alakul.

## Vízrajza
Üledékes szerkezetének köszönhetően a hegység mélyében számos földalatti folyó fut, melyek a hegyek peremén a felszínre törve, főleg a Sztrigy illetve a Zsil folyókat táplálják vizükkel. Ezeken kívül számos kisebb glaciális eredetű tó is megtalálható a területen.
Jelentősebb folyóvizek: 
- Sztrigy
- Kudzsir

## Kudzsiri-havasok tájai

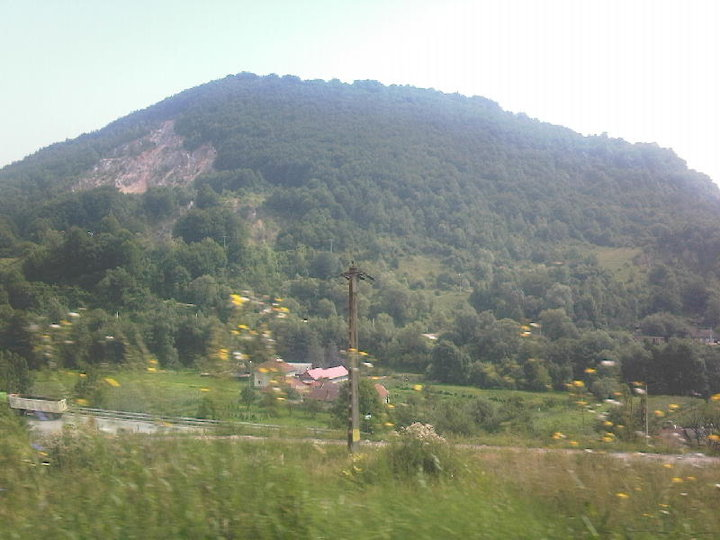
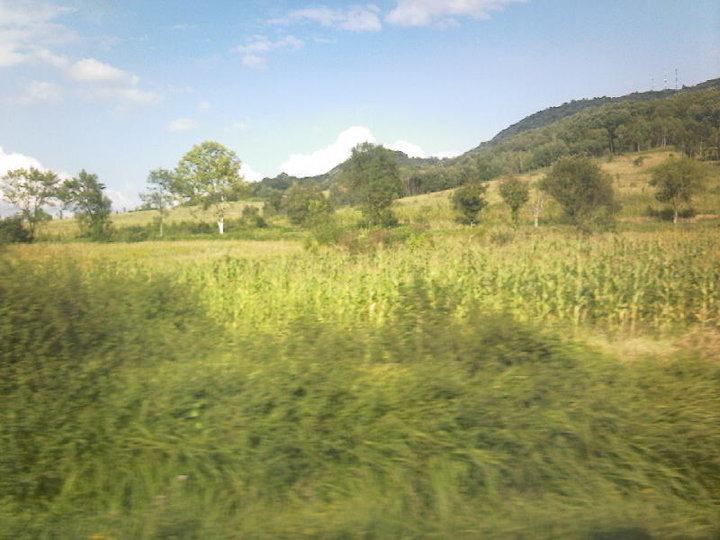
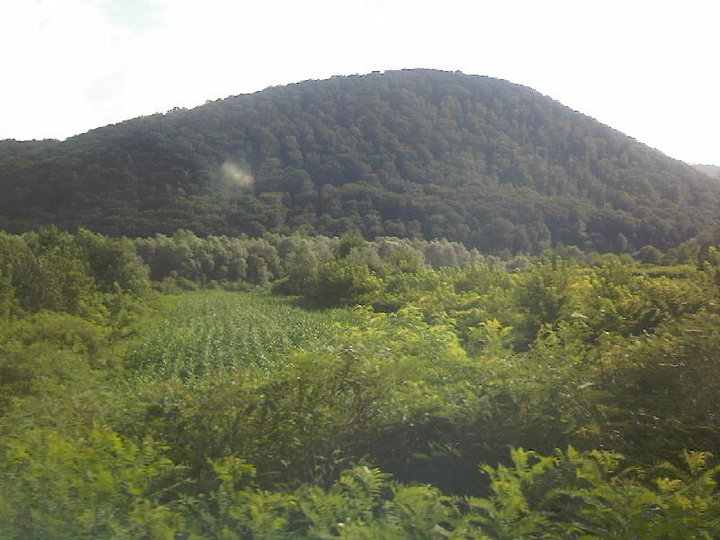
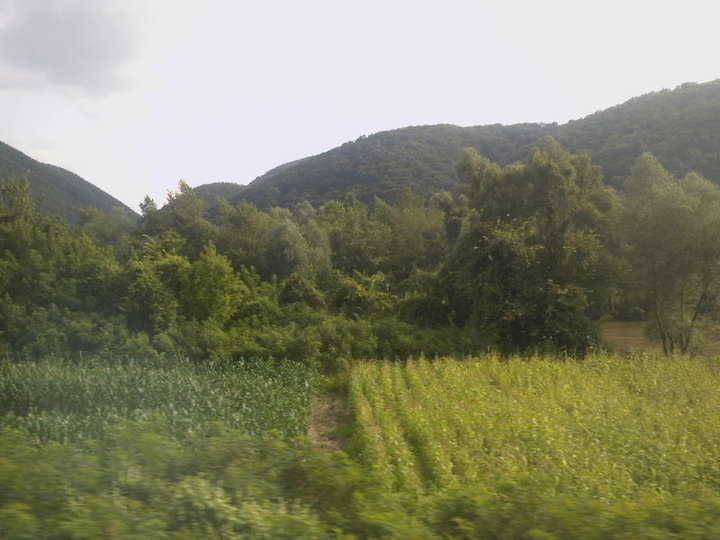
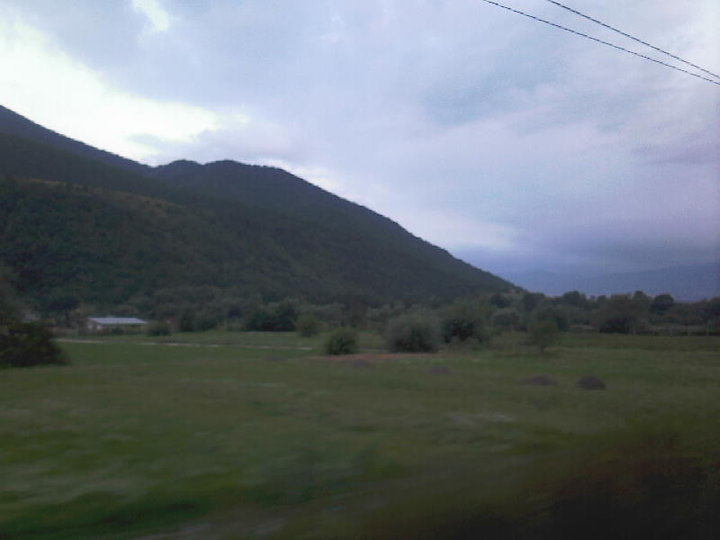
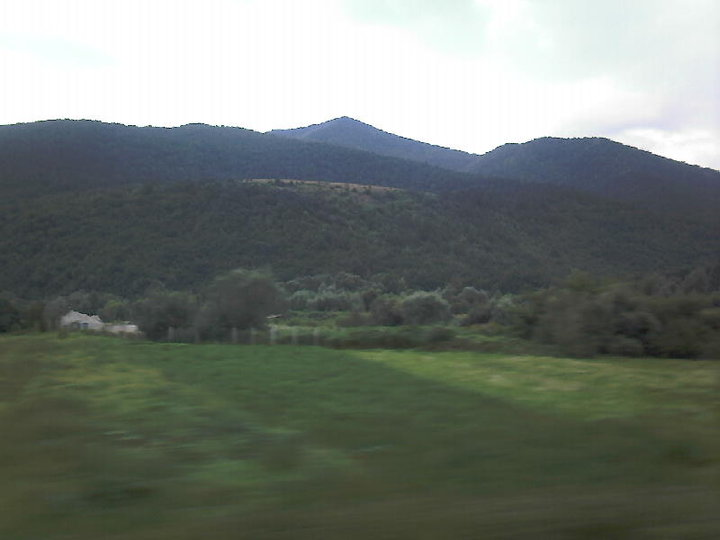
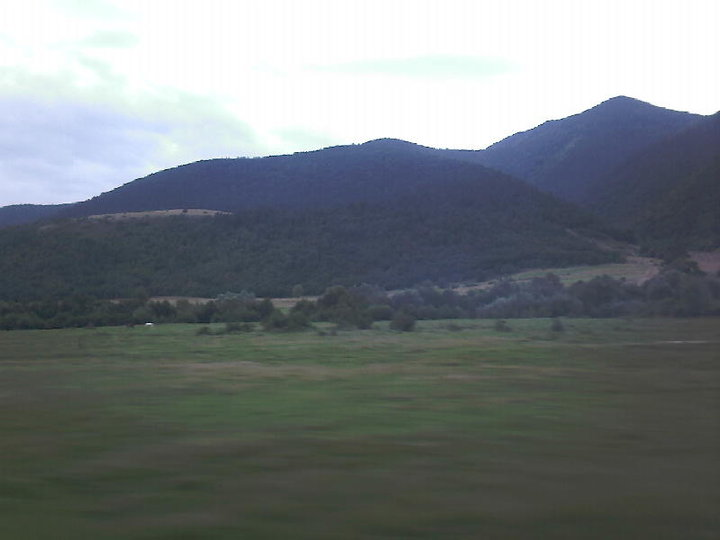
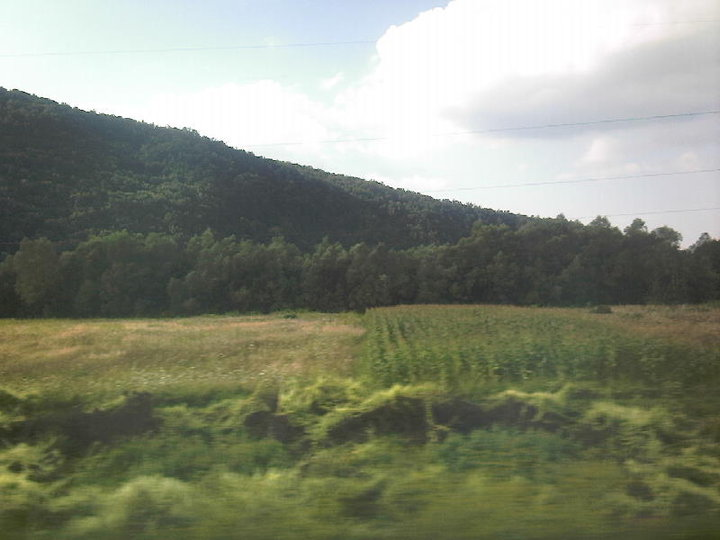
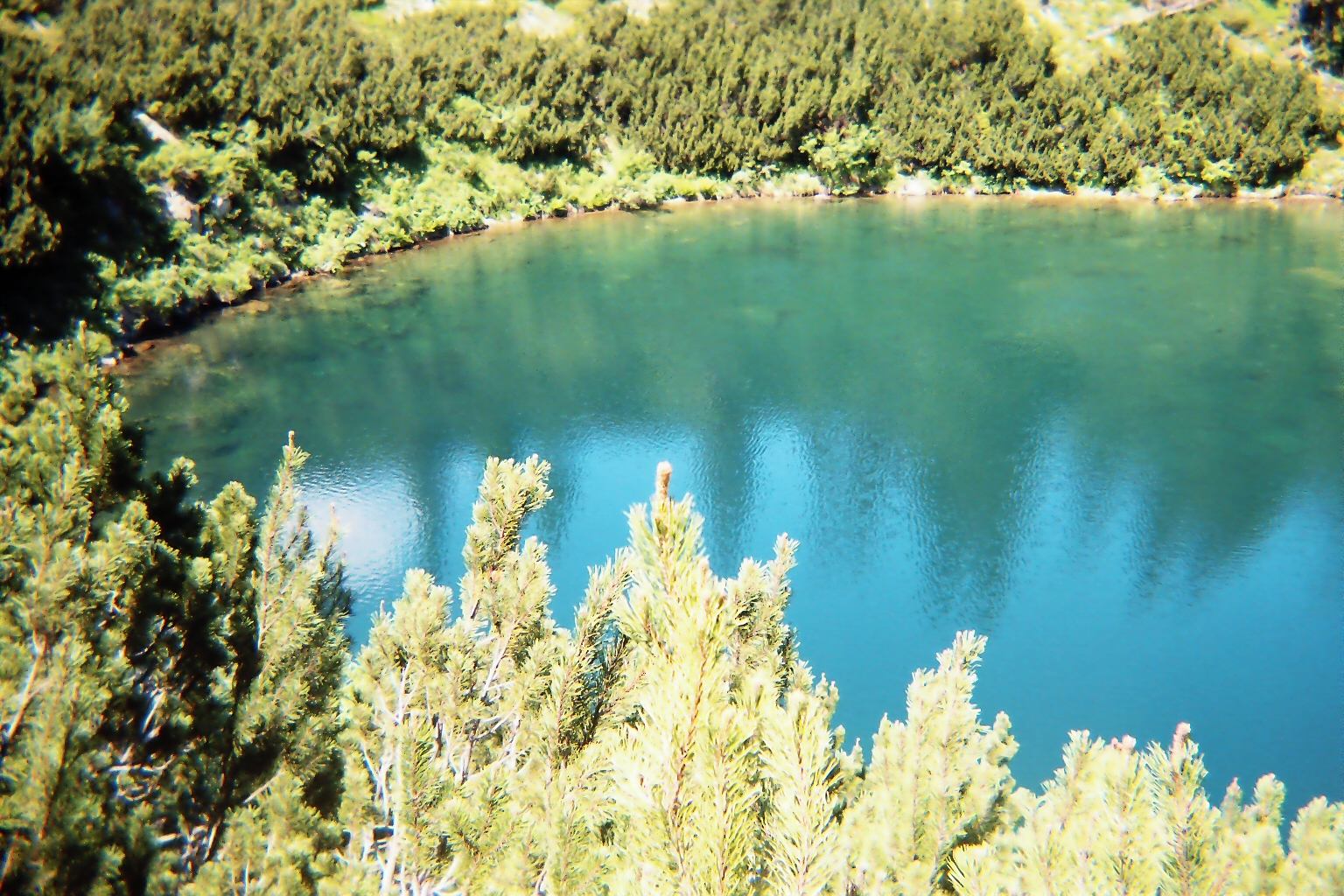